# Katharina Hennig
Katharina Hennig, född 14 juni 1996 i Annaberg-Buchholz, Tyskland, är en tysk längdskidåkare som debuterade i världscupen den 24 januari 2016 i Nové Město na Moravě, Tjeckien. Hennes första pallplats i världscupen kom i stafett den 22 januari 2017 i Ulricehamn, Sverige. Hon tog sin första individuella pallplats i 10 km klassiskt, masstart, den 3 januari 2020 i Val di Fiemme, Italien, efter att ha slutat på tredje plats.
I de Olympiska vinterspelen 2022 i Peking tog Hennig en silvermedalj i stafetten och en guldmedalj i sprintstafett tillsammans med Victoria Carl.

## Resultat

### Pallplatser i världscupen

#### Individuellt
Hennig har sex individuella pallplatser i världscupen: en seger, två andraplatser och tre tredjeplatser.
| Säsong  | Datum            | Plats         | Disciplin                   | Placering |
| ------- | ---------------- | ------------- | --------------------------- | --------- |
| 2019/20 | 3 januari 2020   | Val di Fiemme | 10 km masstart (K)          | 3:a       |
| 2020/21 | 8 januari 2021   | Val di Fiemme | 10 km masstart (K)          | 2:a       |
| 2021/22 | 27 november 2021 | Ruka          | 10 km individuell start (K) | 3:a       |
| 2022/23 | 26 november 2022 | Ruka          | 10 km individuell start (K) | 3:a       |
| 2022/23 | 2 december 2022  | Lillehammer   | 10 km individuell start (F) | 2:a       |
| 2022/23 | 7 januari 2023   | Val di Fiemme | 15 km masstart (K)          | 1:a       |

#### Lag
I lag har Hennig en pallplats i världscupen: en andraplats.
| Säsong  | Datum           | Plats               | Disciplin        | Placering | Lagkamrat(er)            |
| ------- | --------------- | ------------------- | ---------------- | --------- | ------------------------ |
| 2016/17 | 22 januari 2017 | Ulricehamn, Sverige | 4 x 5 km stafett | 2:a       | Böhler / Carl / Ringwald |

### Olympiska spel
| Tävling          | 10 km | Skiathlon | 30 km | Sprint | Stafett | Lagsprint |
| ---------------- | ----- | --------- | ----- | ------ | ------- | --------- |
| Pyeongchang 2018 | —     | 22:e      | 19:e  | 27:e   | 6:e     | —         |
| Peking 2022      | 5:e   | 15:e      | —     | —      | Silver  | Guld      |

### Världsmästerskap
| Tävling         | 10 km | Skiathlon | 30 km | Sprint | Stafett | Lagsprint |
| --------------- | ----- | --------- | ----- | ------ | ------- | --------- |
| Lahtis 2017     | 27:e  | 11:e      | 19:e  | —      | 6:e     | —         |
| Seefeld 2019    | 11:e  | 16:e      | 21:a  | —      | 4:e     | —         |
| Oberstdorf 2021 | —     | 29:e      | 18:e  | 27:e   | 5:e     | —         |
| Planica 2023    | 11:e  | 4:e       |       | —      | Silver  | —         |